# الحكيم (أسماء الله الحسنى)
أحكم الحكماء وواهب الحكمة هو الله الحكيم سبحانه، فلا يَخلُقُ شيئاً عبثا، ولا يُشَرِّعُ شيئاً سدى، الذي له الحُكم في الأولى والآخرة. قال الله تعالى: ﴿وَهُوَ الْقَاهِرُ فَوْقَ عِبَادِهِ وَهُوَ الْحَكِيمُ الْخَبِيرُ ۝١٨﴾ (سورة الأنعام).
الحكمة: وضع الأشياء مواضعها، وتنزيلها منازلها.
'الحكيم: الموصوف بكمال الحكمة، وبكمال الحكم بين المخلوقات، فالحكيم هو واسع العلم والإطلاع على مبادئ الأمور وعواقبها، واسع الحمد تام القدرة غزير الرحمة، فهو الذي يضع الأشياء مواضعها، وينزلها منازلها اللائقة بها في خلقه وأمره، فلا يتوجه إليه سؤال، ولا يقدح في حكمته مقال.
واسم الحكيم وصفة الحكمة لله تعالى لم تأت في القرآن منفصلة عن اسم آخر أو صفة أخرى من صفاته تعالى، فالله الحكيم  له كامل الحكمة المقترنة بالعزة والعلم والخبرة والسعة والتوب والحمد، بدليل قوله في الآيات العزيز الحكيم - العليم الحكيم - الحكيم الخبير - وَاسِعًا حَكِيمًا - تواب حكيم - حكيم حميد.

## اسم الحكيم في القرآن
ورد اسم الحكيم عَلَماً مُطلقاً مُعرفاً في القرآن كاسمٍ من أسماء الله الحسنى 38 مرة، ووردت صفة حكيم 40 مرة.
تكامل اسم الحكيم مع أسماء الله الحسنى:
1. العزيز الحكيم: جاءت 29 مرة في القرآن الكريم
2. العليم الحكيم: جاءت أربع مرات، و الحكيم العليم: جاءت مرتان في القرآن الكريم
3. الحكيم الخبير: جاءت ثلاث مرات في القرآن الكريم

الملاحظات: جائت أسماء الله الحسنى المطلقة العلم المتكاملة مع اسم الحكيم مقترنة مع ثلاثة أسماء حسنى لله تعالى هي «العزيز والعليم والخبير» كان ترتيبها على الشكل التالي متكاملا حسب النظم القرآني لها:
- جاء اسم العزيز متقدما في الترتيب النظمي للقرآن لاسم الحكيم في كافة الآيات التسعة والعشرون، ولم يتقدم ترتيب الحكيم على العزيز ولا لمرة واحدة.
- أما اسم الحكيم مع اسم العليم فقد تقدم ترتيبه معه مرتين وتأخر عنه أربع مرات.
- أما اسم الحكيم مع اسم الخبير فقد تقدمه في كل الحالات الثلاث.

وجاءت صفة حكيم مع صفات الذات الإلهية «عزيز - عليم - واسع - تواب - حميد» على التعداد التالي:
1. عزيز حكيم: جاءت 18 مرة في القرآن الكريم
2. عليم حكيم: جاءت 14 مرة، و حكيم عليم: جاءت 5 مرات في القرآن الكريم
3. واسع حكيم: جاءت مرة في القرآن الكريم
4. تواب حكيم: مرة في القرآن الكريم
5. حكيم حميد: مرة في القرآن الكريم

الملاحظات: في الصفات تأخرت صفة حكيم ترتيبا بعد صفات عزيز و عليم و واسع و توّاب وتقدمت على صفة عليم خمس مرات وعلى صفة حميد مرة واحدة، هذه الملاحظات يمكن فهم أسرارها حسب موقع الاسم والصفة في سياق الآية.

## مفهوم الحكمة
للحكمة مفهوم عام للكلمة، ومفهوم في الشرع.

### المفهوم العام
الحكمة هي اكتساب العلم من التعلم أو من التجارب، ويكون صاحب العلم حكيما.

### المفهوم الشرعي
الحكمة وحي من العلوم والمعارف والشرائع والعبادات والحدود السماوية المنزلة يوحى به الله تعالى لأنبياءه ورسله ومن شاء من العباد وكافة المخلوقات، قال تعالى  يُؤتِي الْحِكْمَةَ مَن يَشَاءُ  (سورة البقرة، الآية 269) وإتيانها يكون وحيا والحكمة المؤتاة للنبي محمد ﷺ وهي في تعريفها الشرعي: السنة النبوية المطهرة، بدليل قوله تعالى  وَأَنزَلَ اللّهُ عَلَيْكَ الْكِتَابَ وَالْحِكْمَةَ (سورة النساء، الآية 113) وهي (التبيان) وهدفها تفصيل وشرح آيات القرآن والإجابة على أسئلة الناس فيما يختص بما لم يفصل فيه القرآن للعامة. والدعوة إلى سبيل الله ادْعُ إِلِى سَبِيلِ رَبِّكَ بِالْحِكْمَةِ (سورة النحل، الآية 125) وأسلوبها كما قال تعالى وَجَادِلْهُم بِالَّتِي هِيَ أَحْسَنُ (سورة النحل، الآية 125) ومن ذلك أمر الله تعالى لنساء نبيه الكريم بنقل ما يسمعنه ويرينه عن النبي في بيته للناس قال تعالى: ﴿وَاذْكُرْنَ مَا يُتْلَى فِي بُيُوتِكُنَّ مِنْ آيَاتِ اللَّهِ وَالْحِكْمَةِ إِنَّ اللَّهَ كَانَ لَطِيفًا خَبِيرًا ۝٣٤﴾ (سورة الأحزاب).

## أنواع الحكمة
الحكمة نوعان، حكمة منزلة من الله تعالى في كتابه الحكيم وهي بينات من الله ومثالها تشريعات الله، وحكمة أوحى الله بها للنبيين والمرسلين وسُمّيت عند المسلمين «السنَّة النبوية» وهي أقوال وأفعال وتطبيقات لما أوحى الله به من الحكمة.

### النوع الأول: الحكمة المُنزَلة
قال الله تعالى وَمَا أَنزَلَ عَلَيْكُمْ مِّنَ الْكِتَابِ وَالْحِكْمَةِ (سورة البقرة، الآية 231).
و (الحكمة) هي (البينات) بدليل قول الله  في الحكمة المؤتاة لعيسى عليه السلام وَلَمَّا جَاء عِيسَى بِالْبَيِّنَاتِ قَالَ قَدْ جِئْتُكُم بِالْحِكْمَةِ (سورة الزخرف، الآية 63)، ومثال الحكمة جاء في القرآن في سورة الإسراء في الآيات من 23 إلى 39، لقوله تعالى في آخر تلك الآيات: ذَلِكَ مِمَّا أَوْحَى إِلَيْكَ رَبُّكَ مِنَ الْحِكْمَةِ (سورة الإسراء، الآية 39)، والتي منها:
1. العناية بالوالدين ونظم العلاقة بهم: ﴿وَقَضَى رَبُّكَ أَلَّا تَعْبُدُوا إِلَّا إِيَّاهُ وَبِالْوَالِدَيْنِ إِحْسَانًا إِمَّا يَبْلُغَنَّ عِنْدَكَ الْكِبَرَ أَحَدُهُمَا أَوْ كِلَاهُمَا فَلَا تَقُلْ لَهُمَا أُفٍّ وَلَا تَنْهَرْهُمَا وَقُلْ لَهُمَا قَوْلًا كَرِيمًا ۝٢٣ وَاخْفِضْ لَهُمَا جَنَاحَ الذُّلِّ مِنَ الرَّحْمَةِ وَقُلْ رَبِّ ارْحَمْهُمَا كَمَا رَبَّيَانِي صَغِيرًا ۝٢٤﴾ (سورة الإسراء)
2. نظم الشأن المالي وعلاقته بالناس: ﴿وَآتِ ذَا الْقُرْبَى حَقَّهُ وَالْمِسْكِينَ وَابْنَ السَّبِيلِ وَلَا تُبَذِّرْ تَبْذِيرًا ۝٢٦ إِنَّ الْمُبَذِّرِينَ كَانُوا إِخْوَانَ الشَّيَاطِينِ وَكَانَ الشَّيْطَانُ لِرَبِّهِ كَفُورًا ۝٢٧﴾ (سورة الإسراء)
3. التشريع المالي للإنسان: ﴿وَلَا تَجْعَلْ يَدَكَ مَغْلُولَةً إِلَى عُنُقِكَ وَلَا تَبْسُطْهَا كُلَّ الْبَسْطِ فَتَقْعُدَ مَلُومًا مَحْسُورًا ۝٢٩﴾ (سورة الإسراء)
4. الأمان الرباني في الرزق: ﴿وَلَا تَقْتُلُوا أَوْلَادَكُمْ خَشْيَةَ إِمْلَاقٍ نَحْنُ نَرْزُقُهُمْ وَإِيَّاكُمْ إِنَّ قَتْلَهُمْ كَانَ خِطْئًا كَبِيرًا ۝٣١﴾ (سورة الإسراء)
5. أخلاقيات اجتماعية: ﴿وَلَا تَقْرَبُوا الزِّنَى إِنَّهُ كَانَ فَاحِشَةً وَسَاءَ سَبِيلًا ۝٣٢﴾ (سورة الإسراء)
6. كيفية وقوانين العلاقات الاجتماعية: ﴿وَلَا تَقْتُلُوا النَّفْسَ الَّتِي حَرَّمَ اللَّهُ إِلَّا بِالْحَقِّ وَمَنْ قُتِلَ مَظْلُومًا فَقَدْ جَعَلْنَا لِوَلِيِّهِ سُلْطَانًا فَلَا يُسْرِفْ فِي الْقَتْلِ إِنَّهُ كَانَ مَنْصُورًا ۝٣٣﴾ (سورة الإسراء)
7. العلاقة بالأمانات وأموال الناس والعهود: ﴿وَلَا تَقْرَبُوا مَالَ الْيَتِيمِ إِلَّا بِالَّتِي هِيَ أَحْسَنُ حَتَّى يَبْلُغَ أَشُدَّهُ وَأَوْفُوا بِالْعَهْدِ إِنَّ الْعَهْدَ كَانَ مَسْئُولًا ۝٣٤﴾ (سورة الإسراء)
8. المعاملات التجارية: ﴿وَأَوْفُوا الْكَيْلَ إِذَا كِلْتُمْ وَزِنُوا بِالْقِسْطَاسِ الْمُسْتَقِيمِ ذَلِكَ خَيْرٌ وَأَحْسَنُ تَأْوِيلًا ۝٣٥﴾ (سورة الإسراء)
9. الشأن العلمي وآداب الحديث العلمي: ﴿وَلَا تَقْفُ مَا لَيْسَ لَكَ بِهِ عِلْمٌ إِنَّ السَّمْعَ وَالْبَصَرَ وَالْفُؤَادَ كُلُّ أُولَئِكَ كَانَ عَنْهُ مَسْئُولًا ۝٣٦﴾ (الإسراء).
10. أخلاقيات التواضع: ﴿وَلَا تَمْشِ فِي الْأَرْضِ مَرَحًا إِنَّكَ لَنْ تَخْرِقَ الْأَرْضَ وَلَنْ تَبْلُغَ الْجِبَالَ طُولًا ۝٣٧﴾ (سورة الإسراء)
11. ذَلِكَ مِمَّا أَوْحَى إِلَيْكَ رَبُّكَ مِنَ الْحِكْمَةِ (سورة الإسراء، الآية 39)، فكل ما سبق أعلاه من التشريعات المختلفة هي من الْحِكْمَةِ .

### النوع الثاني: الحكمة المُوحَى بها
وهي التي ليست من الكتاب، وليست كلاما إلهيا مباشرا، بل هي أقوال حكيمة وتطبيقات نموذجية يقولها ويمارسها المُوحى إليهم تؤدي إلى فهم الكتب السماوية، وقد سُميت عند المسلمين: السنة الشريفة، وهي: مجموع الأقوال والأفعال النبوية التي تمثل السيرة والأحاديث النبوية، فلا نقول أن الحديث النبوي المتواتر صحيحاً كصحة القرآن، أو محفوظاً مثله كما قال الله سبحانه في القرآن ﴿إِنَّا نَحْنُ نَزَّلْنَا الذِّكْرَ وَإِنَّا لَهُ لَحَافِظُونَ ۝٩﴾ (سورة الحجر)، ومن هذه الحكمة ما أوتي النبيون من قبل، كمثل:
1. الحكمة لداود عليه السلام لقوله تعالى وَقَتَلَ دَاوُودُ جَالُوتَ وَآتَاهُ اللّهُ الْمُلْكَ وَالْحِكْمَةَ (سورة البقرة، الآية 251)، وقال تعالى وَشَدَدْنَا مُلْكَهُ وَآتَيْنَاهُ الْحِكْمَةَ وَفَصْلَ الْخِطَابِ (سورة ص، الآية 20).
2. والحكمة المؤتاة لعيسى عليه السلام قال تعالى وَلَمَّا جَاء عِيسَى بِالْبَيِّنَاتِ قَالَ قَدْ جِئْتُكُم بِالْحِكْمَةِ (سورة الزخرف، الآية 63)، إِذْ قَالَ اللّهُ يَا عِيسى ابْنَ مَرْيَمَ اذْكُرْ نِعْمَتِي عَلَيْكَ...وفي نفس الآية...وَإِذْ عَلَّمْتُكَ الْكِتَابَ وَالْحِكْمَةَ وَالتَّوْرَاةَ وَالإِنجِيلَ (سورة المائدة، الآية 110)
3. والتي آتاها لقمان الحكيم وَلَقَدْ آتَيْنَا لُقْمَانَ الْحِكْمَةَ (سورة لقمان، الآية 12)
4. وآتاها آل إبراهيم عليه السلام والأنبياء من ذريته فَقَدْ آتَيْنَا آلَ إِبْرَاهِيمَ الْكِتَابَ وَالْحِكْمَةَ وَآتَيْنَاهُم مُّلْكاً عَظِيماً (سورة النساء، الآية 54).
5. والحكمة التي أوتيت سيدنا محمد كَمَا أَرْسَلْنَا فِيكُمْ رَسُولاً مِّنكُمْ يَتْلُو عَلَيْكُمْ آيَاتِنَا وَيُزَكِّيكُمْ وَيُعَلِّمُكُمُ الْكِتَابَ وَالْحِكْمَةَ وَيُعَلِّمُكُم مَّا لَمْ تَكُونُواْ تَعْلَمُونَ (سورة البقرة، الآية 151)، هُوَ الَّذِي بَعَثَ فِي الْأُمِّيِّينَ رَسُولاً مِّنْهُمْ يَتْلُو عَلَيْهِمْ آيَاتِهِ وَيُزَكِّيهِمْ وَيُعَلِّمُهُمُ الْكِتَابَ وَالْحِكْمَةَ وَإِن كَانُوا مِن قَبْلُ لَفِي ضَلَالٍ مُّبِينٍ (سورة الجمعة، الآية 2)، لَقَدْ مَنَّ اللّهُ عَلَى الْمُؤمِنِينَ إِذْ بَعَثَ فِيهِمْ رَسُولاً مِّنْ أَنفُسِهِمْ يَتْلُو عَلَيْهِمْ آيَاتِهِ وَيُزَكِّيهِمْ وَيُعَلِّمُهُمُ الْكِتَابَ وَالْحِكْمَةَ (سورة آل عمران، الآية 164)، وَأَنزَلَ اللّهُ عَلَيْكَ الْكِتَابَ وَالْحِكْمَةَ (سورة النساء، الآية 113).
6. كذلك أتى الله تعالى الحكمة لغير الأنبياء والرسل أيضا بدليل قوله تعالى يُؤتِي الْحِكْمَةَ مَن يَشَاءُ وَمَن يُؤْتَ الْحِكْمَةَ فَقَدْ أُوتِيَ خَيْراً كَثِيراً (سورة البقرة، الآية 269)، وَيُعَلِّمُهُ الْكِتَابَ وَالْحِكْمَةَ وَالتَّوْرَاةَ وَالإِنجِيلَ (سورة آل عمران، الآية 48).

## حكمة الله في خلقه وفي شرعه

### حكمة الله في خلقه
فإن الله  خلق الخلق بالحق ومشتملاً على الحق، وكان غايته والمقصود به الحق، خلق المخلوقات كلها بأحسن نظام، ورتبها أكمل ترتيب، وأعطى كل مخلوق خلقه اللائق به بل أعطى كل جزء من أجزاء المخلوقات وكل عضو من أعضاء الحيوانات خلقته وهيئته، فلا يرى أحد في خلقه خللاً، ولا نقصاً، ولا فطوراً، فلو اجتمعت عقول الخلق من أولهم إلى آخرهم ليقترحوا مثل خلق الرحمن أو ما يقارب ما أودعه في الكائنات من الحسن والانتظام والإتقان لم يقدروا، وأَنّى لهم القدرة على شيء من ذلك؟ وحسب العقلاء الحكماء منهم أن يعرفوا كثيراً من حِكَمِه، ويطَّلعوا على بعض ما فيها من الحسن والإتقان. وهذا أمر معلوم قطعاً بما يُعلم من عظمته وكمال صفاته وتتبع حِكَمِه في الخلق والأمر، وقد تحدى عباده وأمرهم أن ينظروا ويكرروا النظر والتأمل هل يجدون في خلقه خللا أو نقصاً، وأنه لا بد أن ترجع الأبصار كليلة عاجزة عن الانتقاد على شيء من مخلوقاته.

### حكمة الله في شرعه
فإن الله تعالى شرع الشرائع، وأنزل الكتب، وأرسل الرسل ليعرفه العباد ويعبدوه، فأي حكمه أجلّ من هذا، وأي فضل وكرم أعظم من هذا، فإن معرفة الله وعبادته وحده لا شريك له، وإخلاص العمل له وحمده، وشكره والثناء عليه لهى أفضل العطايا منه لعباده على الإطلاق، وأجلُّ الفضائل لمن يمنَّ الله عليه بها، وأكمل سعادة وسرور للقلوب والأرواح، كما أنها هي السبب الوحيد للوصول إلى السعادة الأبدية والنعيم الدائم، فلو لم يكن في أمره وشرعه إلا هذه الحكمة العظيمة التي هي أصل الخيرات، وأكمل اللذات، ولأجلها خُلقت الخليقة وحق الجزاء وخلقت الجنة والنار، لكانت كافية شافية، فأوامر الله تعالى ونواهيه محتوية على غاية الحكمة والصلاح والإصلاح للدين والدنيا، فإنه لا يأمر إلا بما مصلحته خالصة أو راجحة، ولا ينهى إلا عما مضرته خالصة أو راجحة.

## خلاصة
ومن حكمة الشرع الإسلامي أنه الغاية لصلاح القلوب، والأخلاق، والأعمال، والاستقامة على الصراط المستقيم، وهو الغاية لصلاح الدنيا، فلا تصلح أمور الدنيا صلاحاً حقيقياً إلا بالدين الحق الذي جاء به محمد، وهذا مُشاهد محسوس لكل عاقل، فإنَّ أمة محمد لمّا كانوا قائمين بهذا الدين أصوله وفروعه وجميع ما يهدي ويرشد إليه، كانت أحوالهم في غاية الاستقامة والصلاح، ولما انحرفوا عنه وتركوا كثيراً من هداه ولم يسترشدوا بالهمة العالية، انحرفت دنياهم كما انحرف دينهم. وكذلك انظر إلى الأمم الأخرى التي بلغت في القوة، والحضارة والمدنية مبلغاً هائلاً، ولكن لما كانت خالية من روح الدين ورحمته وعدله، كان ضررها أعظم من نفعها، وشرها أكبر من خيرها وعجز علماؤها وحكماؤها وساستها عن تلافي الشرور الناشئة عنها، ولن يقدروا على ذلك ما داموا على حالهم . ولهذا كان من حكمة الله أن ما جاء به سيدنا محمد  من الدين والقرآن لهو أكبر البراهين على صدقه وصدق ما جاء به، لكونه محكماً كاملاً لا يحصل إلا به، وبالجملة.
فالـحكيم متعلقاته: المخلوقات والشرائع، فهو الحكيم في أحكامه القدرية، وأحكامه الشرعية، وأحكامه الجزائية، وكلها في غاية الإحكام. والفرق بين أحكام القدر وأحكام الشرع أن أحكام القدر متعلق بما أوجده الله بحكمته وكوَّنه وقدَّره وأنه ما شاء كان وما لم يشأ لم يكن، أما أحكام الشرع فهى متعلِّقة بما شرعه الله تعالى. والعبد لا يخلو منهما أو من أحدهما، فمن فعل منهم ما يحبه الله ويرضاه فقد اجتمع فيه الحكمان: القدر والشرع، أما من فعل ما يضاد ذلك فقد وجد فيه الحكم القدري فإن ما فعله واقع بقضاء الله وقدره، ولم يوجد في الحكم الشرعي لكونه ترك ما يحبه الله ويرضاه، فالخير والشر، والطاعات والمعاصي، كلها متعلقة وتابعة للحكم القدري، وما يحبه الله منها هو تابع الحكم الشرعي ومتعلَّقه.